# Zorzines minima
Zorzines minima är en fjärilsart som beskrevs av Inoue 1982. Zorzines minima ingår i släktet Zorzines och familjen nattflyn. Inga underarter finns listade i Catalogue of Life.